# 東京都宅地建物取引業協会
公益社団法人東京都宅地建物取引業協会（こうえきしゃだんほうじんとうきょうとたくちたてものとりひきぎょうきょうかい）は、不動産の業界団体で、1967年（昭和42年）6月に宅地建物取引業法第74条によって東京都知事認可で設立された。各都道府県の宅地建物取引業協会（宅建協会）で構成された公益社団法人全国宅地建物取引業協会連合会に加盟している。宅建協会の会員店には、協会のシンボルマーク「ハトマーク」のステッカーが貼ってある。

## 概要
- 本部 - 102-0071　東京都千代田区富士見2-2-4 東京不動産会館
- 活動内容 - 不動産業界の適正な運営の確保を図るため会員の指導・連絡、業務支援制度、広報活動、教育研修事業、物件検索サイトの運営など。
- 会員-都内約1万5500名（都内不動産業者の約60％）の会員で構成される。
- 関連企業・団体
  - 公益社団法人全国宅地建物取引業保証協会（略称・全宅保証。手付金等の保証業務などを行う）
  - 東京都不動産協同組合